# عبد الله بن سبأ

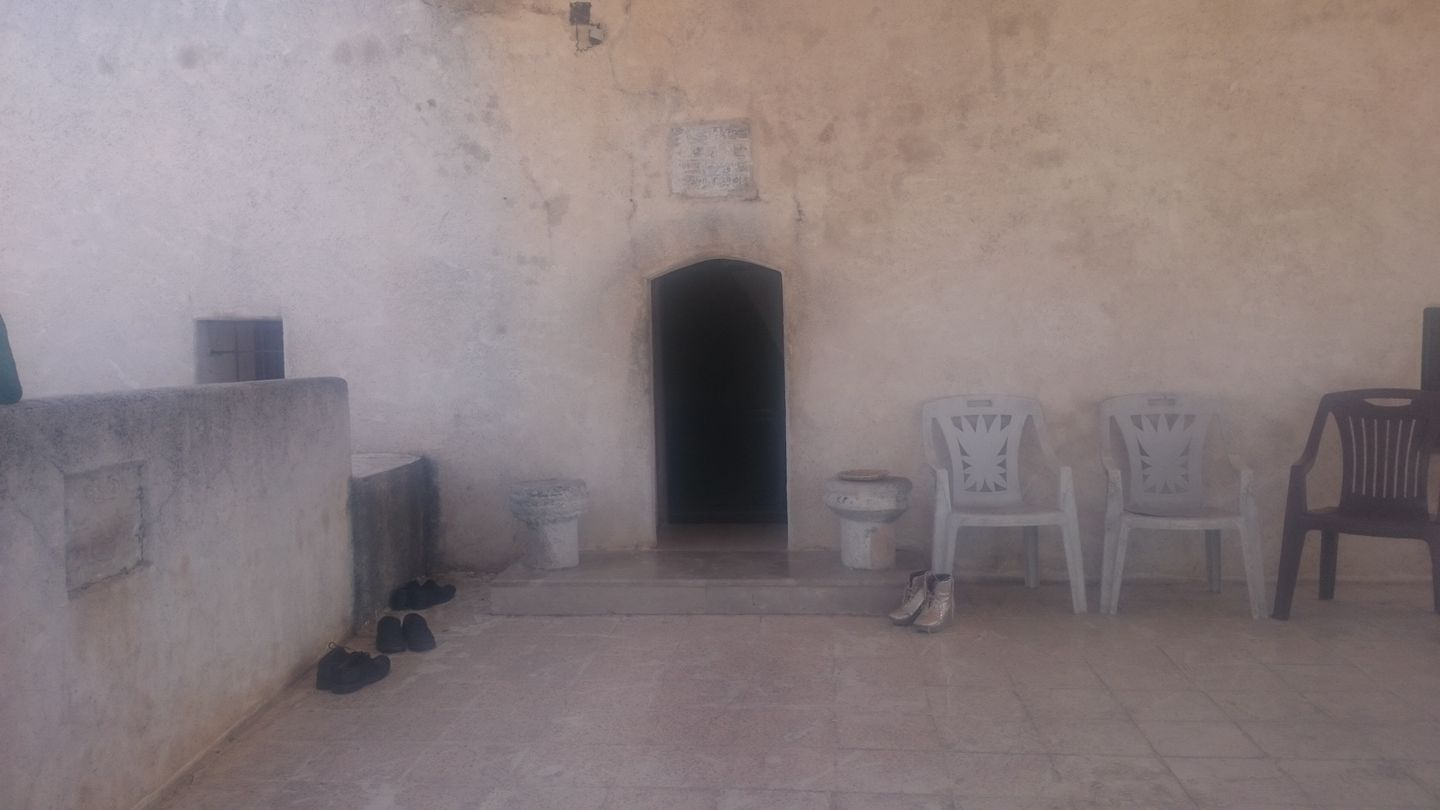
مقام عبد الله بن سبأ في قرية المهالبة عند جبل الأربعين، منطقة القرداحة، مدينة اللاذقية، سوريا

عبد الله بن سبأ شخصية ظهرت في فترة خلافة عثمان بن عفان وتنسب إليه الروايات التاريخية بأنه مشعل الاضطرابات والاحتجاجات ضد عثمان بن عفان في الخفاء؛ كان من الغلاة بحب علي بن أبي طالب ومدعٍ لألوهيته، ومؤسس الفرقة السبئية . وهو أول من أظهر الطعن والشتم للصحابة خصوصاً أبي بكر وعمر بن الخطاب وعائشة بنت أبي بكر.
يعدهُ العديد من مؤرخي أهل السنة مشعل الثورة على عثمان بن عفان والسبب في وقوع معركة الجمل بعد ذلك. ويعتبر عبد الله بن سبأ أول من نادى بولاية علي بن أبي طالب وبأن لكل نبي وصياً وأن وصي الأمة هو علي بن أبي طالب، وينسب له أنه أول من غالى في علي وأضفى عليه صفات غير بشرية، مما اضطر علياً إلى التبرؤ منه حتى أنه كان يقول على منبر الكوفة: خير هذه الامة بعد نبيها أبو بكر ثم عمر ، يظهر الفضل لبشر فكيف يرضى أن يقال عنه إله، ولهذا خدت الأخاديد ثم ملئت حطبا وأوقدت فأمر بإلقاء من تابع ابن سبأ في قوله أن علياً إله إلا أن ابن سبأ فر منهم يرى بعض المؤرخين الحديثين ابن سبأ أصل التشيع بصفة عامة وأصل الفتن الإسلامية الأولى كفتنة مقتل عثمان وحرب الجمل، ويرجعونه لأصول يهودية بحيث أن تشتت المسلمين كان نتيجة مؤامرة يهودية. 
من جهةٍ أخرى، ينفي المؤرخون الشيعة ومعهم الدكتور طه حسين - ينفون وجود ابن سبأ من الأساس، ويعتبروه مجرد قصة اختلقها أعداءهم للطعن في أصول الإسلام الشيعي من خلال إيهام عامة الناس بنظرية المؤامرة، ويحاجج البعض بإمكانية أن يكون شخص واحد قد أحدث هذا التأثير الكبير على مجرى تاريخ أمة بكاملها، فمثل هذه الأزمات في رأيهم تكون نتيجة عوامل كثيرة سياسية واقتصادية واجتماعية قد يكون ابن سبأ بما زعم عنه من تأثير عقائدي أحدها، لكنه لا يستطيع أن يختصرها جميعاً
.

## حياته
اختلف أصحاب المقالات والتاريخ في هوية عبد الله بن سبأ، بسبب السرية التي كان يحيط بها دعوته. وذهب عامة المؤرخين أن ابن سبأ من صنعاء في اليمن، لكن الخلاف إن كان من حِمْيَر أم من همدان؟ ولأنه من أم حبشية فكثيراً ما يطلق عليه «ابن السوداء». والذي اتفق عليه أن أصله يهودي أسلم زمن عثمان بن عفان، وأخذ يتنقل في بلاد المسلمين. فبدأ بالحجاز ثم البصرة سنة 33 هـ، ثم الكوفة، ثم أتى الشام ثم مصر سنة 34 هـ واستقر بها، ووضع عقيدتي الوصية والرجعة، وكوّن له في مصر أنصاراً. استمر في مراسلة أتباعه في الكوفة والبصرة. وفي النهاية نجح في تجميع جميع الساخطين على عثمان فتجمعوا في المدينة وقاموا بقتل عثمان.
لعب عبد الله بن سبأ دوراً هاماً في بدء معركة الجمل، وإفشال المفاوضات بين علي بن أبي طالب وبين طلحة والزبير. كما أنه أول من أظهر الغلوّ وادعى الألوهية لعلي. فقام علي بإحراق بعض أتباعه، ثم قام بنفي ابن سبأ إلى المدائن. وبعد وفاة علي، رفض ابن سبأ الاعتراف بذلك، وادعى غيبته بعد وفاته. ويسمى أتباع ابن سبأ بالسبئية.

## موقف أهل السنة والجماعة
يرى بعض علماء السنة أن ابن سبأ يهودي دخل الإسلام نفاقاً ليكيد بالإسلام وأهله، ثم أخذ يتنقل بين البلدان الإسلامية مدعياً أن علي بن أبي طالب أحق بالخلافة من عثمان بن عفان، وبالفعل أثار الشبهات، وجمع من حوله الأنصار وزحفوا من البصرة والكوفة ومصر إلى المدينة المنورة، ولكن علي تصدى لهم وأوضح أن أي اعتداء على الخليفة إنما هو إضعاف للإسلام وتفريق للمسلمين، فأقنع المتمردين وقفلوا راجعين. حينها أدرك ابن سبأ أنه على وشك الرجوع خائباً وأن الفرصة أوشكت أن تضيع، لذلك دبر مؤامرة جعلت المتمردين يرجعون ويحيطون ببيت عثمان ويحاصروه، ثم تسلق بعضهم الدار، وقتلوا عثمان وهو يقرأ القرآن سنة 35 هـ، وبمقتل عثمان بن عفان كان ابن سبأ قد فتح باباً لفتن أخرى طال أمدها بين المسلمين. ومن المتوقع أن تكون هذه الفتنة هي التي عناها النبي حين بشر عثمان بالجنة على بلوى تصيبه.

### المؤيدون لفكرة وجود شخصية ابن سبأ من أهل السنة والجماعة
1. أعشى همدان (ت 84 هـ): جاء ذكره والسبئية على لسانهِ، وقد هجا المختار الثقفي وأنصاره من أهل الكوفة لقولهِ:[6]

1. الحسن بن محمد بن الحنفية (المتوفى 95 هـ)
2. العدني (150 - 243 هـ)[7]
3. الشعبي (المتوفى 103 هـ)
4. الفرزدق (المتوفى 116 هـ)
5. قتادة (المتوفى 117 هـ)
6. ابن سعد (المتوفى 230 هـ)
7. ابن حبيب البغدادي (المتوفى 245 هـ)
8. أبو عاصم (المتوفى 253 هـ)
9. الجوزجاني (المتوفى 259 هـ)
10. ابن قتيبة (المتوفى 276 هـ): (السبئية من الرافضة ينسبون إلى عبد الله بن سبأ[8])
11. البلاذري (المتوفى 279 هـ)
12. أبو حاتم الرازي (المتوفى 322 هـ) يقول في كتابه «الزينة في الكلمات الإسلامية»: أن عبد الله بن سبأ ومن قال بقولهِ من السبئية كانوا يزعمون أن علياً هو الإله، وأنه يحيي الموتى، وادعوا غيبته بعد موته.

وهؤلاء إما أثبتوا وجود ابن سبأ وإما تكلموا عن فرقتهِ كفرقة دينية. وكلهم من قبل الطبري، أما بعده فأكثر مما يحصر أو يُعَد.

### حجة المؤيدين لوجود ابن سبأ
- الطبري (عام 224 هـ - 310 هـ)، بينما صاحب مصنف ابن أبي الشيبة (153 هـ - 235 هـ)، فقد أورد في رواية ما يهمنا منها: «فقال عبيد الله بن عتبة (توفي عام 94 هـ وقيل 98 هـ): إني لست بسبائي ولا حروري[9]»، والمقصود أنه ليس سبائي (أي ليس من أتباع عبد الله بن سبأ) وليس بحروري (والحرورية هي إحدى فرق الخوارج)، وفي السند لا يوجد سيف بن عمر.
- الجعفي الكوفي المتوفى عام (80 هـ): «أنه دخل على علي بن أبي طالب في إمارته فقال: إني مررت بنفر يذكرون أبا بكر وعمر، يرون أنك تضمر لهما مثل ذلك، منهم عبد الله بن سبأ، فقال علي: مالي ولهذا الخبيث الأسود، ثم قال: معاذ الله أن أضمر لهما إلا الحسن الجميل، ثم أرسل إلى ابن سبأ فسيّره إلى المدائن، ونهض إلى المنبر حتى إذا اجتمع الناس أثنى عليهما خيراً، ثم قال: أو لا يبلغني عن أحد يفضلني عليهما إلا جلدته حد المفتري [10][11]»، وفي السند لا يوجد سيف بن عمر.
- لم ينفرد الطبري وحده بروايات سيف، بل هناك روايات لسيف تتحدث عن ابن سبأ لا توجد عند الطبري.
- سيف بن عمر ليس هو المصدر الوحيد لأخبار ابن سبأ، بل هناك روايات كثيرة تذكر ابن سبأ ولا ينتهي سندها إلى سيف بن عمر.[12]
- سيف بن عمر ضعيف في رواية الحديث، لكنه عمدة في التاريخ. وهناك فرق بين شروط رواية الحديث وبين شروط رواية الأخبار الأخرى.
- جاءت عدة روايات مقبولة حتى على شروط رواية الحديث. فمثلاً قال ابن عساكر في تاريخ دمشق أخبرنا أبو محمد بن طاوس وأبو يعلى حمزة بن الحسن بن المفرج، قالا: عن أبو القاسم بن أبي العلاء، عن أبو محمد بن أبي نصر، عن خيثمة بن سليمان، عن أحمد بن زهير بن حرب، عن عمرو بن مرزوق عن شعبة، عن سلمة بن كهيل عن زيد قال: «قال علي بن أبي طالب: مالي ولهذا الخبيث الأسود؟ يعني عبد الله ابن سبأ، وكان يقع في أبي بكر وعمر». وهذا إسناد صحيح رجاله ثقات. وقال ابن حجر قال الحافظ في لسان الميزان: قال أبو إسحاق الفزاري (يعني في كتابه السيرة) عن شعبة عن سلمة بن كهيل عن أبي الزعراء عن زيد بن وهب: أن سويد بن غفلة دخل على علي في غمارته فقال: إني مررت بنفر يذكرون أبا بكر وعمر يرون أنك تضمر لهما مثل ذلك منهم عبد الله بن سبأ، وكان عبد الله أول من أظهر ذلك. فقال علي: ما لي ولهذا الخبيث الأسود؟ ثم قال: معاذ الله أن أضمر لهما إلا الحسن الجميل. ثم أرسل إلى عبد الله بن سبأ، فسيره إلى المدائن وقال: «لا يساكنني في بلدة أبداً». ثم نهض إلى المنبر حتى اجتمع الناس، فذكر القصة في ثنائه عليهما بطوله وفي آخره: «ألا ولا يبلغني عن أحد يفضلني عليهما إلا جلدته حد المفتري». ورجاله ثقات.
- عبد الله بن سبأ لم يكن يعمل وحده، بل كان زعيماً لفرقة سرية تسمى بالسبئية، استمرت بعده بهذا الاسم لفترة طويلة. فمثلاً قال يزيد بن زريع: رأيت الكلبي يضرب يده على صدره ويقول: «أنا سبئي، أنا سبئي».

## موقف الشيعة
ينكر بعض علماء الشيعة حقيقة وجود شخصية عبد الله بن سبأ، ويقر بوجودها علماء آخرون:

### أ - الركيزة الأولى لاختلاق ابن سبأ
سيف بن عمر وتقول عنه كتب التراجم ما يلي بالحرف الواحد.
يقول ابن حبان كان سيف بن عمر يروي الموضوعات عن الأثبات وقالوا إنه كان يضع الحديث واتهم بالزندقة، كما يقول عنه الحاكم النيسابوري اتهم سيف بالزندقة وهو بالرواية ساقط.
ويقول عنه ابن عدي: بعض أحاديثه مشهورة وعامتها منكرة لم يتابع عليها.
ويقول عنه ابن معين ضعيف الحديث فليس فيه خير.
وقال ابن حاتم متروك الحديث يشبه حديثه حديث الواقدي.
وقال عنه أبو داود صاحب السنن ليس بشئ.
وقال عنه النسائي صاحب السنن: ضعيف.
وقال عنه السيوطي إنه وضاع .
وقال محمد بن طاهر بن علي الهندي عنه: سيف بن عمر متروك اتهم بالوضع والزندقة وكان وضاعا.

### ب - الركيزة الثانية لاختلاق ابن سبأ
السري بن يحيى كما يسميه الطبري، وهو ليس بالسري بن يحيى الثقة، لأن السري بن يحيى الثقة يكون زمانه أقدم من الطبري فقد توفي سنة 167 ه‍.
في حين ولد الطبري سنة 224، فالفرق بينهما سبعة وخمسون عاما، ولا يوجد عند الرواة سري بن يحيى غيره، ولذلك يفترض أهل الجرح والتعديل أن السري الذي يروي عنه الطبري يجب أن يكون واحدا من اثنين: كل منهما كذاب وهما: السري بن إسماعيل الهمداني الكوفي وهو أولهما، وثانيهما السري ابن عاصم الهمداني نزيل بغداد المتوفى سنة 258، والذي أدرك ابن جرير الطبري وعاصره أكثر من ثلاثين عاما.
وكل من هذين قد كذبه أهل الحديث واتهموه بالوضع فقد كذبهما صاحب تهذيب التهذيب، وصاحب ميزان الاعتدال، وصاحب تذكرة الموضوعات، وصاحب لسان الميزان، وغيرهم واتهموا كل واحد منهم بالوضع وبوسع القارئ مراجعة المصادر التي ذكرتها في ترجمة المذكورين.

### جـ - القائلون بوجود عبد الله بن سبأ
ذكر الشيخ علي آل محسن في كتابه عن عبد الله بن سبأ ثلاث روايات اعتبرها صحيحة عن عبد الله بن سبأ، وعلق عليها قائلاً: وهذه الروايات الثلاث صحيحة السند، وهي دالة على وجوده.

## حجة الشيعة على عدم وجود ابن سبأ وخرافته

### هوية عبد الله بن سبأ
للتعرف على هوية عبد الله بن سبأ سوف أبدا بالمنبع الأساس وهو تاريخ الطبري وأعقبه بباقي المصادر عنه، وسأنقل قول الطبري (ت 310 هـ) من خلال ما نقله أبو زهرة (ت 1394هـ)، قال: كان عبد الله بن سبأ يهوديا من أهل صنعاء أمه سوداء فأسلم أيام عثمان ثم تنقل في بلدان المسلمين يحاول إضلالهم فبدأ ببلاد الحجاز ثم البصرة ثم الشام، فلم يقدر على ما يريد عند أحد من أهل الشام فأخرجوه حتى أتى مصر فقال لهم فيما يقول: العجب ممن يزعم أن عيسى يرجع ويكذب بأن محمدا يرجع وقد قال الله تعالى: * (إِنَّ الَّذِي فَرَضَ عَلَيْكَ الْقُرْآنَ لَرَادُّكَ إِلَى مَعَادٍ) * القصص / 85.
ثم أن محمدا أحق بالرجعة من عيسى، ثم قال بعد ذلك إنه كان ألف نبي ولكل نبي وصي وعلي وصي محمد، ومحمد خاتم النبيين وعلي خاتم الأوصياء
وهنا نقاط ذكرها أريد أن أؤكد عليها للمقارنة مع غيرها وهي: أولا أنه ابن السوداء وثانيا أنه من أهل صنعاء، وثالثة أنه يؤكد رجوع النبي (ص) للدنيا ورابعا أنه ذكر أن عليا وصي النبي، وخامسا أنه أسلم أيام عثمان، وبعد ذلك نعود لأبي زهرة وفي نفس كتابه المذكور أي تاريخ المذاهب الإسلامية قال في مورد آخر : عبد الله بن سبأ كان يهوديا من أهل الحيرة، أظهر الإسلام وأخذ ينشر بين الناس أنه وجد في التوراة أن لكل نبي وصيا وأن عليا وصي محمد، وأن عليا أراد قتله ولكن نهاه عبد الله بن عباس فنفاه للمدائن بدل قتله 
وبين هذين المقتطفتين الفروق التالية ألفت النظر إليها وهي : أنه في الأولى من أهل صنعاء، وفي الثانية من أهل الحيرة، وأنه في الأولى أسلم أيام عثمان وفي الثانية أظهر الإسلام ولم يحدد وقت إسلامه، وأن الإمام أراد قتله كما ذكر في الثانية في حين لم يذكر ذلك في الأولى، وأنه من المقتطفة الثانية قرأ فكرة الوصاية في التوراة في حين في الأولى لم يذكر مصدر فكرة الوصاية فلنحفظ هذا لنرى ما بين المقتطفات من فروق وخصائص قد تتضارب.

### محمد فريد وجدي في دائرة المعارف
قال : السبائية أتباع عبد الله بن سبأ الذي غلا في الانتصار لعلي وزعم أنه كان نبيا ثم غلا فزعم أنه الله ودعا إلى ذلك قوما من أهل الكوفة فاتصل خبرهم بعلي فأمر بإحراق قوم منهم، ثم خاف من إحراق الباقين أن ينتقض عليه قوم فنفى ابن سبأ للمدائن، فلما قتل علي زعم ابن سبأ أنه ليس المقتول عليا وإنما هو شيطان صور على صورته وهذه الطائفة تزعم أن المهدي المنتظر إنما هو علي، وكان ابن السوداء في الأصل يهوديا من أهل الحيرة فأظهر الإسلام وأراد أن يكون له عند أهل الكوفة سوق ورياسة، فذكر لهم أنه وجد في التوراة أن لكل نبي وصيا وأن عليا وصي محمد (ص) فلما سمعوا ذلك قالوا لعلي إنه من محبيك فرفع علي قدره وأجلسه تحت درجة منبره ثم بلغه عنه غلوه فيه فهم بقتله فنهاه عبد الله بن عباس فنفاه إلى المدائن
وفي هذه المقتطفة : أنه من أهل الحيرة لا صنعاء، وأنه ابن السوداء وأن الإمام عليا خدع به، وأنه ادعى النبوة لعلي، ثم ادعى له الألوهية وإلى هنا يمكن الجمع بين هذا الخلط العجيب ولكن كيف يمكن بعد ذلك أن نجمع بين كونه ينسب له الألوهية ثم يجعله وصيا لمحمد : أترك تقدير هذا إلى العقول الجبارة كمحمد فريد وجدي ونظائره ممن يقود خطى الجماهير في دروب الثقافة والحمد لله الذي لا يحمد على مكروه سواه، ولا تستعجل أيها القارئ فستسمع أمورا أخرى من المقتطفات القادمة تصطدم مع ما مر.

### أحمد عطية الله
ابن سبأ رأس الفرقة السبائية من الشيعة وهو عبد الله بن سبأ كان من يهود صنعاء وأظهر إسلامه في خلافة عثمان يعرف بابن السوداء انتقل إلى المدينة وبث فيها أقوالا وآراء منافية لروح الإسلام ونابعة من يهوديته ومن معتقدات فارسية كانت شائعة في اليمن، برز في صورة المنتصر لحق علي، وادعى أن لكل نبي وصيا، وأن عليا وصي محمد، كما ادعى أن في علي جزءا إلهيا، طاف بأنحاء العراق ناشرا دعوته فطرده عبد الله بن عامر من البصرة فنزل الكوفة وأوغر صدور الناس على عثمان، وانتقل إلى دمشق في ولاية معاوية وفيها التقى بأبي ذر الغفاري وحرضه على الثورة مدعيا أنه ليس من حق الأغنياء أن يقتنوا مالا، وأخرج من الشام فنزل مصر فالتف حوله الناقمون على عثمان وفيهم محمد بن أبي بكر وأبو حذيفة، ووضع على لسان علي أقوالا لم يقلها كادعاء علم الغيب وبعد استشهاد علي قال إنه لم يقتل وسيرجع وبذلك وضع فكرة الرجعة بين الشيعة 
وفي هذه المقتطفة التي رواها عطية الله أمور : منها : أن ابن سبأ جمع إلى عقائده اليهودية معتقدات أخرى فنقلها للتشيع ومنها الرجعة ولكن الرجعة هنا لعلي وليست لمحمد كما هي عند أبي زهرة، ومنها أنه أعطى لعلي جزءا من الألوهية لا كلها، حتى يمكن الجمع بين كونه جزء إله وبين كونه وصيا للنبي (ص)، ومنها الكشف عن هذه الطاقات الهائلة عند ابن سبأ بحيث أن كل الثورات على عثمان ومعاوية كانت من فعله.

### اخرون
وبنفس هذا المضمون المتضارب كتب كل من أحمد أمين في فجر الإسلام، ومحمد بن يحيى في التمهيد والبيان في مقتل عثمان والزركلي في الأعلام.
وبهذا فإن كل خلف يأخذ عن سلفه بدون تمحيص مما أدى إلى هذا الخلط والاضطراب في الروايات فهو في هذه الأخبار تارة من أهل الحيرة وأخرى من أهل صنعاء، وهو عند ابن حزم والشهرستاني وغيرهما ابن السوداء، بينما يذهب ابن طاهر البغدادي في الفرق بين الفرق والأسفرايني في كتابه التبصير في الدين أن ابن السوداء شخص آخر ليس عبد الله بن سبأ 

### نتيجة
وهو في بعض هذه الروايات يدعي الرجعة للنبي، وفي بعضها الآخر يدعي الرجعة لعلي وهو تارة يدعي بأن في علي جزءا من الألوهية وأخرى أنه إله كامل، وفي هذه الروايات نجد عليا مرة يحرق الغلاة ولا يخاف، وأخزى يخاف أن يحرق ابن السوداء مع أنه يهودي بسيط لا يأبه له أحد، وهكذا نقع في هذا الخليط المضطرب، وأهم هذه الأمور في نظرنا هو أنه مرة يكون داعيا لفضل علي فقط وأخرى يكون محرضا على عثمان وواضعا لأهم عقائد الشيعة من وصية وعلم غيب للأئمة وقول بالرجعة، وهذان الأمران هما روح الموضوع فإن من صنع فرية عبد الله بن سبأ رمى فيها عصفورين بحجر واحد وأراد هذين الأمرين :
1. الأول : أن عثمان قتل بتحريض من السبئية كما يعتقد البعض ، بل يقولون كل ما في الأمر أن يهوديا حاقدا حرك المسلمين فانساقوا معه بغباء وبدون تفكير حتى ارتكبوا هذه الجناية وقتلوا الخليفة بدون أن يصدر منه ذنب.
2. والثاني : أن عقائد الشيعة لا سند لها من الإسلام وإنما هي من هذا اليهودي العبقري عبد الله بن سبأ فالشيعة إذا يهود لا صلة لهم بالمسلمين.

وعلى كل حال إن هذا الاضطراب في الصورة المرسومة لعبد الله بن سبأ أيقظ الباحثين ودفعهم لإلقاء الضوء على هذه الشخصية الأسطورية فأصحروا بآرائهم وكسروا الطوق وأعلنوا للناس زيف هذه الفرية التي لا سبيل للجمع بين أبعادها وأجزائها، وبدأ الواقع يتضح رويدا رويدا والأهداف من وراء أسطورة ابن سبأ كشفت عن وجهها وسأذكر لك آراء كثير من النقاد بعد أن أذكر ما عندي في هذه المسألة لنصل إلى صورة واضحة في هذا الموضوع. رأينا في عبد الله بن سبأ إننا نرى أن عبد الله بن سبأ شخصية وهمية مخترعة وندلل على وهميتها بالأمور التالية :
1. الاختلاف في أنه هو ابن السوداء أم لا مع أن الذي قام بكل المصائب هو ابن السوداء، وابن طاهر والإسفرايني يقولان إن ابن السوداء شخص آخر شارك عبد الله بن سبأ بمقالته.
2. الاختلاف في وقت ظهوره فالطبري وجماعة يصرحون بأنه ظهر أيام عثمان بينما يذهب جماعة آخرون إلى أنه ظهر أيام علي أو بعد موته ومن هؤلاءسعد بن عبد الله الأشعري في كتابه المقالات [22] وابن طاهر في الفرق بين الفرق [23] وغيرهما كثير.
3. الاضطراب في الروايات في أصل دعوته فبينما رأينا الطبري وجماعة معه يقولون إن دعوته اقتصرت على الغلو في علي والانتصار لحقه وكل ما يدور حول علي فقط نجد جماعة من المتأخرى ن يذهبون ومعهم أسانيدهم طبعا إلى أنه كان في كل بلد له دعوة خاصة، يقول محب الدين الخطيب بأسانيده التي ذكرها : ومن دهاء ابن سبأ ومكره أنه كان يبث في جماعة الفسطاط الدعوة لعلي (ع) وفي جماعة الكوفة الدعوة لطلحة، وفي جماعة البصرة الدعوة للزبير[24]
4. إن بعض الروايات ذكرت أنه كان مقتصرا على الإشادة بفضل علي (ع) فقط في حين ذهب آخرون إلى أنه كان يحرض على عثمان ويدس الدسائس وهو الذي دفع أبا ذر للثورة أما على معاوية أو على عثمان بروايات أخرى.
5. لم يعلل لنا واضعوا خرافة ابن سبأ لماذا سكت عنه عثمان وولاته مع أنهم ضربوا المعارضين بمنتهى الشدة والقسوة وهم من خيرة الصحابة كعمار وابن مسعود وغيرهم.
6. لماذا تخلو المصادر الصحيحة عن ذكر قصة ابن سبأ كالبلاذري وابن سعد وغيرهما ممن يعتد بتاريخهم.
7. إن رواية عبد الله بن سبأ رواها الوضاعون الكذابون كما أسلفنا فيما مر.
8. يساعد على أن الرواية موضوعة أنها ليست الوحيدة التي وضعت ضد الشيعة وإنما هي جزء من كل مما سنذكره لك فيما يأتي ونبرهن على كذبه. حتى تعرف أن قصة عبد الله بن سبأ خرجت من نفس المقلع ولنفس الهدف.

وقد ذُكر في كتب بعض علماء الشيعة وجوده، لكنه كما في روايات المذاهب الأخرى فإن فرقته تنسب قطعاً إلى الغلوّ، ولا يعدو ماذُكر من روايات وردت في كتب الشيعة أنه كان معاصراً لعلي بن أبي طالب، وكان واحداً من مجموعة من الغلاة الذين ادعوا في علي الألوهية، فأحرقهم الإمام علي بالنار، وانتهى أمر ابن سبأ ولم يثبت له دور أكثر من ذلك ولكن الأبحاث التاريخية التي خرج بها مستشرقون كبار مثل فلهاوزن وكايتاني أظهرت أنها بالفعل شخصية مختلقة ولا حقيقة لها وأن ابن السوداء هو في الحقيقة عمار بن ياسر (الذي كان يشتمه الأمويون وقريش بعبارة ابن السوداء معيرين إياه بسواد أمه سمية)، وموقفه من طلحة والزبير وعائشة وقبلها من عثمان بن عفان هو ذاته الموقف الذي ينسبونه لعبد الله بن سبأ وللمزيد مراجعة كتاب.
وفي الوقت الذي ينفي بعضهم. ويؤكد فيه عدد من الشيعة ان عبد الله بن سبأ شخصية حقيقية وانه كان من شيعة علي بن أبي طالب إلا أن مناوئيهم يصرون في كتبهم على وجوده، وقد قاموا بعرض كل ما ذكر عن شخصية ابن سبأ في كتب الشيعة. ويرى الشيعة أن ذكره في كتبهم ليس إقراراً بوجوده، حيث قد جاء في أكثرها نقلاً عن مصادر غير شيعية من باب الذكر والجمع فقط وأن هذه الكتب ليست بصدد البحث التاريخي وإنما إنكار للغلو الذي قد ينسب لعدد من الفرق الشيعية. ويصر معارضوهم على غير ذلك. وهؤلاء هم من ذكروا شخصية عبد الله بن سبأ في مؤلفاتهم من الشيعة:

## رأي بعض علماء الشيعة القدماء
1. يقول الثقفي (توفي عام 280 هـ) صاحب كتاب (الغارات): «(دخل عمرو بن الحمد وحجر بن عدي وحبة العوفي والحارث الأعور وعبد الله بن سبأ على أمير المؤمنين بعد ما افتتحت مصر وهو مغموم حزين، فقالوا لهُ: بين لنا قولك في أبي بكر وعمر؟ فقال لهم: وهل فرغتم لهذا وهذهِ مصر قد افتتحت، وشيعتي بها قد قتلت؟! أنا مخرج إليكم كتابا أخبركم فيه عما سألتم، وأسألكم أن....)»[26]،
2. ويقول ابن هلال الثقفي:«(تلك الطائف الضعيفة العقول السخيفة الأحلام الذين رؤوا أمير المؤمنين في آخر أيامهِ كعبد الله بن سبأ وأصحابه فإنهم كانوا من ركاكة البصائر وضعفها على حال مشهورة...).»
3. الناشئ الأكبر (ت 293 هـ) إذ يقول في «مسائل الإمامة»: «الناشئ الأكبر (ت 293 هـ) إذ يقول في "مسائل الإمامة": وفرقة زعموا أن علياً حي لم يمت، وأنه لا يموت حتى يسوق العرب بعصاه، وهؤلاء هم السبئية أصحاب عبد الله بن سبأ، وكان عبد الله بن سبأ رجلاً من أهل صنعاء يهودياً.. وسكن المدائن.»
4. القمي (ت 301 هـ):«يقول في كتابهِ "المقالات والفرق": أن عبد الله بن سبأ أول من أظهر الطعن على أبي بكر وعمر وعثمان والصحابة، وتبرأ منهم، وادّعى أن علياً أمره بذلك. و(أن السبئية قالوا للذي نعاه (أي علي بن أبي طالب): كذبت ياعدو الله لو جئتنا والله بدماغهِ خربة فأقمت على قتلهِ سبعين عدلاً ما صدقناك ولعلمنا أنهُ لم يمت ولم يقتل وإن لا يموت حتى يسوق العرب بعصاه ويملك الأرض ثم مضوا)»
5. النوبختي (ت 310 هـ) يقول في كتابهِ «فرق الشيعة»: «عبد الله بن سبأ كان ممن أظهر الطعن على أبى بكر، وعمر، وعثمان، والصحابة، وتبرأ منهم، وقال إن علياً أمره بذلك، فأخذه علي، فسأله عن قولهِ هذا، فأقر به، فأمر بقتلهِ فصاح الناس إليه، يا أمير المؤمنين !! أتقتل رجلا يدعو إلى حبكم، أهل البيت، وإلى ولايتكم، والبراءة من أعدائكم، فسيره إلى المدائن وقال: ولما بلغ عبد الله بن سبأ نعي علي بالمدائن، قال للذي نعاه: كذبت لو جئتنا بدماغه في سبعين صرة، وأقمت على قتله سبعين عدلا، لعلمنا أنه لم يمت، ولم يقتل، ولا يموت حتى يملك الأرض»
6. وذكر مثل هذا مؤرخ شيعي في "روضة الصفا": "«أن عبد الله بن سبأ توجه إلى مصر حينما علم أن مخالفيه (عثمان بن عفان) كثيرون هناك، فتظاهر بالعلم والتقوى، حتى افتتن الناس بهِ، وبعد رسوخه فيهم بدأ يروج مذهبه ومسلكه، ومنه، إن لكل نبي وصياً وخليفته، فوصيُّ رسول الله وخليفته ليس إلا عليا المتحلي بالعلم، والفتوى، والمتزين بالكرم، والشجاعة، والمتصف بالأمانة، والتقي، وقال: إن الأمة ظلمت علياً، وغصبت حقه، حق الخلافة، والولاية، ويلزم الآن على الجميع مناصرته ومعاضدته، وخلع طاعة عثمان وبيعته، فتأثر كثير من المصريين بأقوالهِ وآرائه، وخرجوا على الخليفة عثمان".»
7. روى الكشي (المتوفى 340 هـ) في «الرجال» أقوالاً عن الباقر والصادق وزين العابدين تلعن فيها عبد الله بن سبأ. ولا يجوز ولا يتصور أن تخرج اللعنات من المعصوم على مجهول. ويروي الكشي كذلك بسنده إلى أبي جعفر :«أن عبد الله بن سبأ كان يدعي النبوة وزعم أن أمير المؤمنين هو الله. تعالى الله عن ذلك علواً كبيرا فبلغ ذلك أمير المؤمنين فدعاه وسأله فأقر بذلك وقال: نعم أنت هو وقد كان ألقي في روعي أنك أنت الله وأني نبي فقال لهُ أمير المؤمنين: ويلك قد سخر منك الشيطان فارجع عن هذا ثكلتك أمك وتب فأبى فحبسه واستتابه ثلاثة أيام فلم يتب فأحرقه بالنار والصواب أنه نفاه إلى المدائن).»
8. ويذكر الكشي والمامقاني (ت 1323 هـ):«أن عبد الله بن سبأ كان يهودياً فأسلم، ووالى عليا، وكان يقول وهو على يهوديته في يوشع بن نون وصي موسى بالغلو، فقال في إسلامه بعد وفاة رسول الله صلى الله عليه وسلم في علي مثل ذلك، وكان أول من أشهر القول بفرض إمامة علي، وأظهر البراءة من أعدائه وكاشف مخالفيه، وكفرهم»
9. الأردبيلي (المتوفى 1100 هـ):«ذكر الأردبيلي عبد الله بن سبأ في كتابهِ جامع الرواة فقال عنه غال ملعون... وإن كان يزعم ألوهية علي ونبوته.»
10. المجلسي (المتوفى 1110 هـ): ذكر المجلسي في (بحاره)ان السبائية ممن تقول:«بأن المهدي هو علي بن أبي طالب وأنه لم يمت.»
11. نعمة الله الجزائري (المتوفى 1112 هـ) يقول في كتابهِ الأنوار النعمانية (2\234):«قال عبد الله بن سبأ لعلي بن أبي طالب أنت الله حقاً فنفاهُ علي إلى المدائن وقيل إنه كان يهودياً فأسلم وعندما كان في اليهودية يقول في يوشع بن نون وفي موسى مثل ما قال في علي.»
12. ذكر الطوسي (المتوفى ٤٦٠ هـ) في عدة مواضع من كتبه وجود ابن سبأ في اختيار معرفة الرجال ص٣٢٣:«حدثني محمد بن قولويه، قال: حدثني سعد بن عبد الله، قال: حدثنا يعقوب بن يزيد ومحمد بن عيسى، عن ابن أبي عمير، عن هشام بن سالم، قال: سمعت أبا عبد الله عليه السلام يقول وهو يحدث أصحابه بحديث عبد الله بن سبأ وما ادعى من الربوبية في أمير المؤمنين علي بن أبي طالب، فقال: انه لما ادعى ذلك فيه استتابه أمير المؤمنين عليه السلام فأبي أن يتوب فأحرقه بالنار»، وايضا في ص٣٢٤:«حدثني محمد بن قولويه، قال: حدثني سعد بن عبد الله، قال: حدثنا يعقوب بن يزيد ومحمد بن عيسى، عن علي بن مهزيار، عن فضالة بن أيوب الأزدي عن أبان بن عثمان، قال سمعت أبا عبد الله عليه السلام يقول: لعن الله عبد الله بن سبأ أنه ادعى الربوبية في أمير المؤمنين عليه السلام وكان والله أمير المؤمنين عليه السلام عبدا لله طائعا، الويل لمن كذب علينا وأن قوما يقولون فينا ما لا نقوله في أنفسنا، نبرأ إلى الله منهم نبرأ إلى الله منهم».وفي كتاب رجال الطوسي ص٧٥:«عبد الله بن سبأ رجع إلى الكفر وأظهر الغلو.».

## آراء النقاد والباحثين

### رأي طه حسين
استعرض الدكتور طه حسين الصورة التي رسمت لابن سبأ ومزقها بعد تحليل دقيق وانتهى إلى أن ابن سبأ شخصية وهمية خلقها خصوم الشيعة ودعم رأيه بالأمور التالية :
1. أولا : إن كل المؤرخين الثقات لم يشيروا إلى قصة عبد الله بن سبأ ولم يذكروا عنها شيئا.
2. ثانيا : إن المصدر الوحيد عنه هو سيف بن عمر وهو رجل معلوم الكذب، ومقطوع بأنه وضاع.
3. ثالثا : إن الأمور التي أسندت إلى عبد الله بن سبأ تستلزم معجزات خارقة لفرد عادي كما تستلزم أن يكون المسلمون الذين خدعهم عبد الله بن سبأ وسخرهم لمآربه وهم ينفذون أهدافه بدون اعتراض : في منتهى البلاهة والسخف.
4. رابعا : عدم وجود تفسير مقنع لسكوت عثمان وعماله عنه مع ضربهم لغيره من المعارضين كمحمد بن أبي حذيفة، ومحمد بن أبي بكر، وعمار وغيرهم.
5. خامسا : قصة الإحراق وتعيين السنة التي عرض فيها ابن سبأ للإحراق تخلو منها كتب التاريخ الصحيحة ولا يوجد لها في هذه الكتب أثر.
6. سادسا : عدم وجود أثر لابن سبأ ولجماعته في واقعة صفين وفي حرب النهروان، وقد انتهى طه حسين إلى القول : أن ابن سبأ شخص ادخره خصوم الشيعة للشيعة ولا وجود له في الخارج [27]

### الدكتور برناد لويس
قال في رسالة الدكتوراه الخاصة به عن الإسماعيلية : ولكن التحقيق قد أظهر أن هذا استباق للحوادث وأنه - أي ابن سبأ - صورة مثل بها في الماضي وتخيلها محدثوا القرن الثاني للهجرة من أحوالهم وأفكارهم السائدة حينئذ.

### كايتاني
شك في وجود عبد الله بن سبأ وقال عما ينسب له من أعمال ضخمة ومؤامرة مثل هذه بهذا التفكير وهذا التنظيم لا يمكن أن يتصورها العالم العربي المعروف عام خمسة وثلاثين بنظامه القائم على سلطان الأبوة، إنها تعكس أحوال العصر العباسي الأول بجلاء.

### محمد كرد علي
قال في خطط الشام : أما ما ذهب إليه بعض الكتاب من أن مذهب التشيع من بدعة عبد الله بن سبأ المعروف بابن السوداء فهو وهم وقلة بتحقيق مذهبهم، ومن علم منزلة هذا الرجل عند الشيعة وبراءتهم منه ومن أقواله وأعماله، وكلام علمائهم في الطعن فيه بلا خلاف بينهم في ذلك علم مبلغ هذا القول من الصواب 

### الدكتور أحمد محمود صبحي
في نظرية الإمامة قال : وليس ما يمنع أن يستغل يهودي الأحداث التي جرت في عهد عثمان ليحدث فتنة وليزيدها اشتعالا وليؤلب الناس على عثمان، بل أن ينادي بأفكار غريبة، ولكن السابق لأوانه أن يكون لابن سبأ هذا الأثر الفكري العميق فيحدث هذا الانشقاق العقائدي بين طائفة كبيرة من المسلمين.

### الدكتوران علي الوردي وكامل الشيبي
التقيا في الآتي : إن المقصود بابن السوداء عمار بن ياسر وقد رمزت له قريش بابن السوداء ولم تصرح باسمه لأن له ثقلا ومركزا بين الصحابة وكان على رأس الثائرين على عثمان، فلم ترد قريش أن تضعه مقابل عثمان وبجانب علي لأنه يرجح كفة علي ويهبط بكفة عثمان فرمزوا له وسموه بابن السوداء لأن أمه أمة سوداء ولا وجود لابن سوداء غيره.
إن رأي الدكتورين يلتقي مع رأي الأسفرايني، وابن طاهر البغدادي الذي أشرنا إليه فيما مضى عند ذكرنا لتعيين هوية ابن سبأ.

### أحمد عباس الصالح
يقول: عبد الله بن سبأ رجل خرافي بغير شك فأنى هو من هذه الأحداث جميعا وساذج بغير شك الذي يتجه إلى خلق شخصية كهذا ليعطيها أثرا أي أثر فيما حدث من الأحداث إن كل ما حيك من قصص حول عبد الله بن سبأ من وضع المتأخرى ن فلا دليل على وجوده في المراجع 

### جواد علي
يقول وابن سبأ شخصية تاريخية حقيقية أثرت في تاريخ الخلافة وكان له الدور الأكبر في التحريض على الدولة والخليفة عثمان وقاد حركة شعبية أنتهت بمقتل الخليفة في سابقة تاريخية.

## مؤلفات حوله
ابن سبأ حقيقة لا خيال - سعدي بن مهدي الهاشمي.
عبد الله بن سبأ وأساطير أخرى - مرتضى العسكري.

## وصلات خارجية
- كتاب عبد الله بن سبأ دراسة تحليلية للشيخ علي آل محسن
- حقيقة عبد الله بن سبأ لأحمد الوائلي